# Столпово (Калужская область)
Столпово — село в Перемышльском районе Калужской области, в составе муниципального образования Сельское поселение «Село Калужская опытная сельскохозяйственная станция».

## География
Расположено на правом берегу реки Оки, в 28 километрах на северо-запад от районного центра — села Перемышль и в 10 километрах на юг от областного центра — города Калуги. Рядом деревня Слевидово.

## Население
| 2002 | 2010 |
| ---- | ---- |
| 22   | ↘8   |

## История
Поселение известно с допетровских времён. В атласе Калужского наместничества, изданного в 1782 году, обозначается село Столпово Перемышльского уезда:

Село Столпово, деревня Рѣдова с пустошью её ж Заборовской, с выделенной Церковной землей, на реке Оке. Церковь каменная Рождества Пресвятые Богородицы, дом господский деревянный с плодовитым садом, травы и хлеба родится [по]средственно… Крестьяне на оброке.— Описания и алфавиты к Калужскому атласу
В книге «Опись Церковных памятников Калужской губернии» под редакцией инженера и архитектора Н. И. Рошефора значится каменная Рождественская церковь в селе Столпово (Красном). Дата постройки неизвестна.
Академик архитектуры и исследователь древнего русского зодчества  М. Т. Преображенский приводит дату возникновения православного храма в Столпово и даёт его краткую характеристику:

По переписным книгам 1678 года (под № 1136) значится названное село с церковью Рождества Богородицы: "древяна, клетцкий". Существующая пятиглавая каменная, архитектуры XVIII столетия. Барабан среднего купола с помощью сферических парусов утвержден на подпружных арках: остальные четыре главы расположены по главным осям здания на сводах, перекрывающих выступы крестообразнаго плана.— Памятники древне-русского зодчества в пределах Калужской губернии
В 1858 году село (вл.) Красное (Столпово) 2-го стана Перемышльского уезда, при реке Оке и речке ВыссҌ, православной церкви, 28 дворах, население 235 человек — по левую сторону транспортной дороги из Воротынска в Перемышль.
К 1914 году Столпово — село Заборовской волости Перемышльского уезда Калужской губернии. В 1913 году население 516 человек. Имелась собственная земская школа.
В годы Великой Отечественной войны село было оккупировано войсками Нацистской Германии с 11 октября по конец декабря 1941 года. Освобождена в ходе Калужской наступательной операции частями 50-й армии генерал-лейтенанта И. В. Болдина.
В настоящее время Храм в честь Рождества Пресвятой Богородицы в Столпово не действует, вероятно был закрыт и разграблен большевиками в 1920-х годах.